# Бугамелли, Федерико
Федерико Алессандро Бугамелли (итал. Federico Alessandro Bugamelli; 3 ноября 1876, Болонья — 10 февраля 1949, Ливорно) — итальянский певец, вокальный педагог, композитор, дирижёр, пианист-концертмейстер. Отец Марио Бугамелли.
Окончил Музыкальный лицей Пезаро, ученик Пьетро Масканьи. С 1901 г. работал в России, проводил «Концерты итальянской музыки». С 1901 преподавал пение в Харьковском музыкальном училище, позднее — в Харьковской консерватории. Среди его учеников — Павел Голубев, Нина Сыроватская, Марк Рейзен, Олесь Чишко.
В 1918 уехал в Италию. В 1932—1945 гг. директор Триестской консерватории. Последней его ученицей стала Федора Барбьери.